# Tropinota turanica
Tropinota turanica är en skalbaggsart som beskrevs av Edmund Reitter 1889. Tropinota turanica ingår i släktet Tropinota och familjen Cetoniidae. Inga underarter finns listade i Catalogue of Life.